# Stefan Ossoliński
Stefan Ossoliński herbu Topór (zm. w 1715) – miecznik  mielnicki (1700), chorąży mielnicki (1713).     
Jego ojciec Jakub Ossoliński herbu Topór (zm. przed 18 kwietnia 1712 r.), chorąży mielnicki, starosta drohicki, w 1669 roku elektor z ziemi drohickiej i  w 1697 roku z ziemi mielnickiej. Matką  jego była Zofia Teresa Wierzbowska - córka wojewody brzeskokujawskiego. Zaślubił Benedyktę Szujską, z którą miał dwóch synów i córkę; Teresę Ossolińską,  która wyszła za Stanisława Komorowskiego 
Jego synami byli; 
- Antoni Ossoliński (zm. 1757) – pułkownik artylerii, podpułkownik legii dragońskiej, ożeniony w 1751 z Teresą Morsztyn (zm. 1769)
- Józef Ossoliński (zm. 1756) - chorąży podlaski, liwski, podczaszy mielnicki, ożeniony z Teresą Sienicką (1717-1786)

Zmarł w 1715 roku.